# 青海神社
青海神社（おおみじんじゃ）は、香川県坂出市に鎮座する神社。煙ノ宮（けむりのみや）とも。

## 歴史
保元の乱（1156年）によって讃岐国へ配流された崇徳上皇は、長寛2年（1164年）8月26日に崩御する。上皇の遺体は野澤井の清水に浸し続けられ都からの処置の連絡を待った。荼毘の許可の連絡が来るまで21日経っていたが上皇の顔はきれいだったという。9月16日に野澤井を出発した葬列は、翌日、高屋の阿気辺りで豪雨に遭い棺を台石に置いていると血がしたたり落ちていたという。そして、18日に白峯山上で荼毘に付され、そのときの煙が当地に紫煙棚引き留まるも消え失せた跡に一霊が残ったという、依って、春日神社神官の福家安明が宮殿を造営して上皇の霊を奉斎したと云われている。明治5年（1872）には、村社に列せられ、明治40年（1907年）には、神饌幣帛料供進（しんせんへいはくりょうきょうしん）神社に指定される。
この境内より、白峯稜への参拝道である西行法師の道があり、当社の西隣には春日神社がある。
神社拝詞
掛けまくも畏き青神神社の大前を拝み奉りて恐み恐みも曰さく大神等の廣き厚き御恵を辱み奉り高き尊き神教のまにまに天皇を仰ぎ奉り直き正しき真心もちて誠の道に違ふことなく負ひ持つ業に励ましめ給ひ家門高く身健かに世のため人のために尽くさしめ給へと恐み恐みも曰す。

## 摂社
白木神社、傳徳神社、八幡神社、築留神社、伊勢神社
また、境内外の駐車場付近に、簡素な薬師堂があり、石に彫られた本尊が祀られている。

## 関連項目

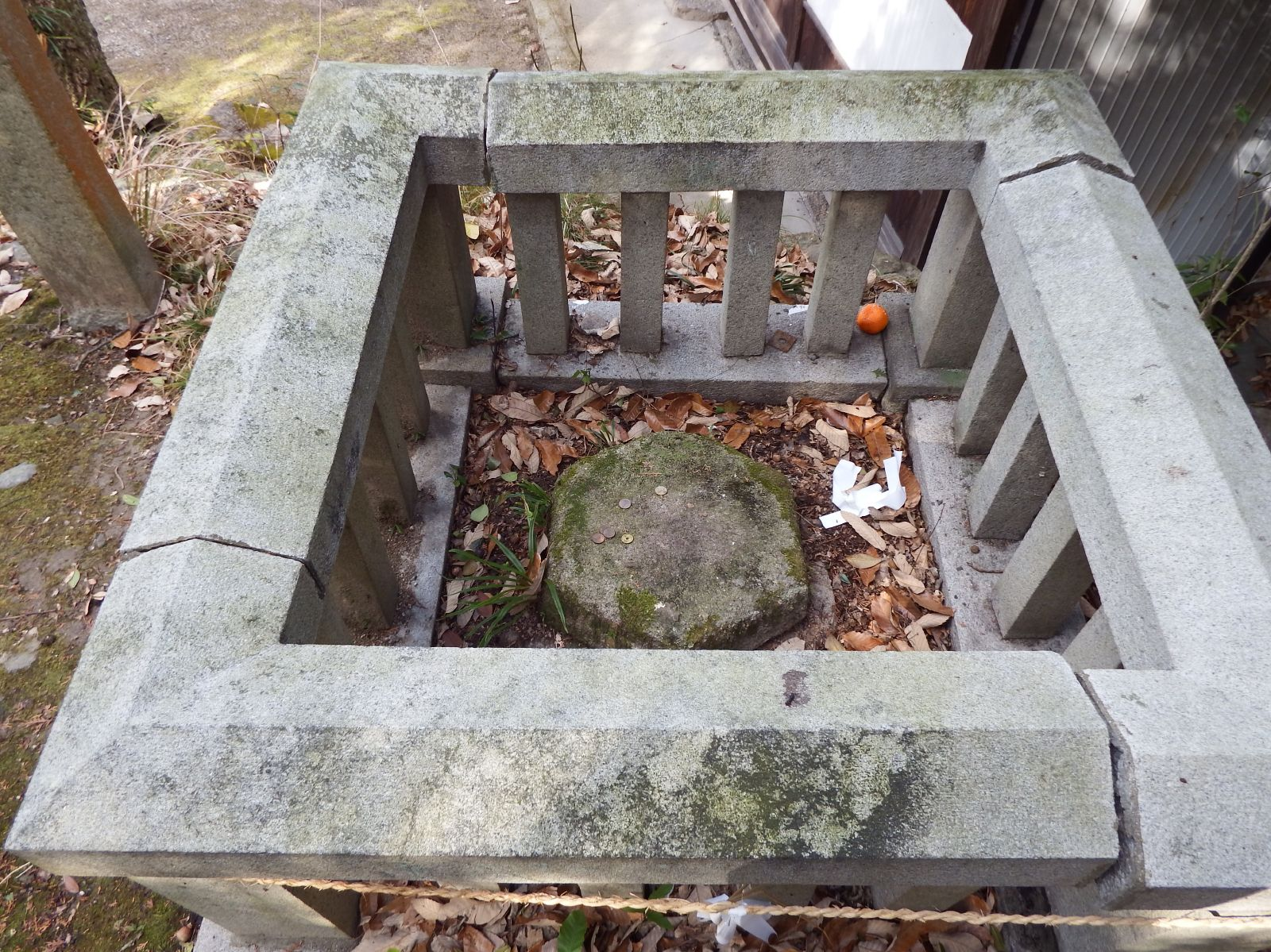
高家神社にある御棺基石

## 画像

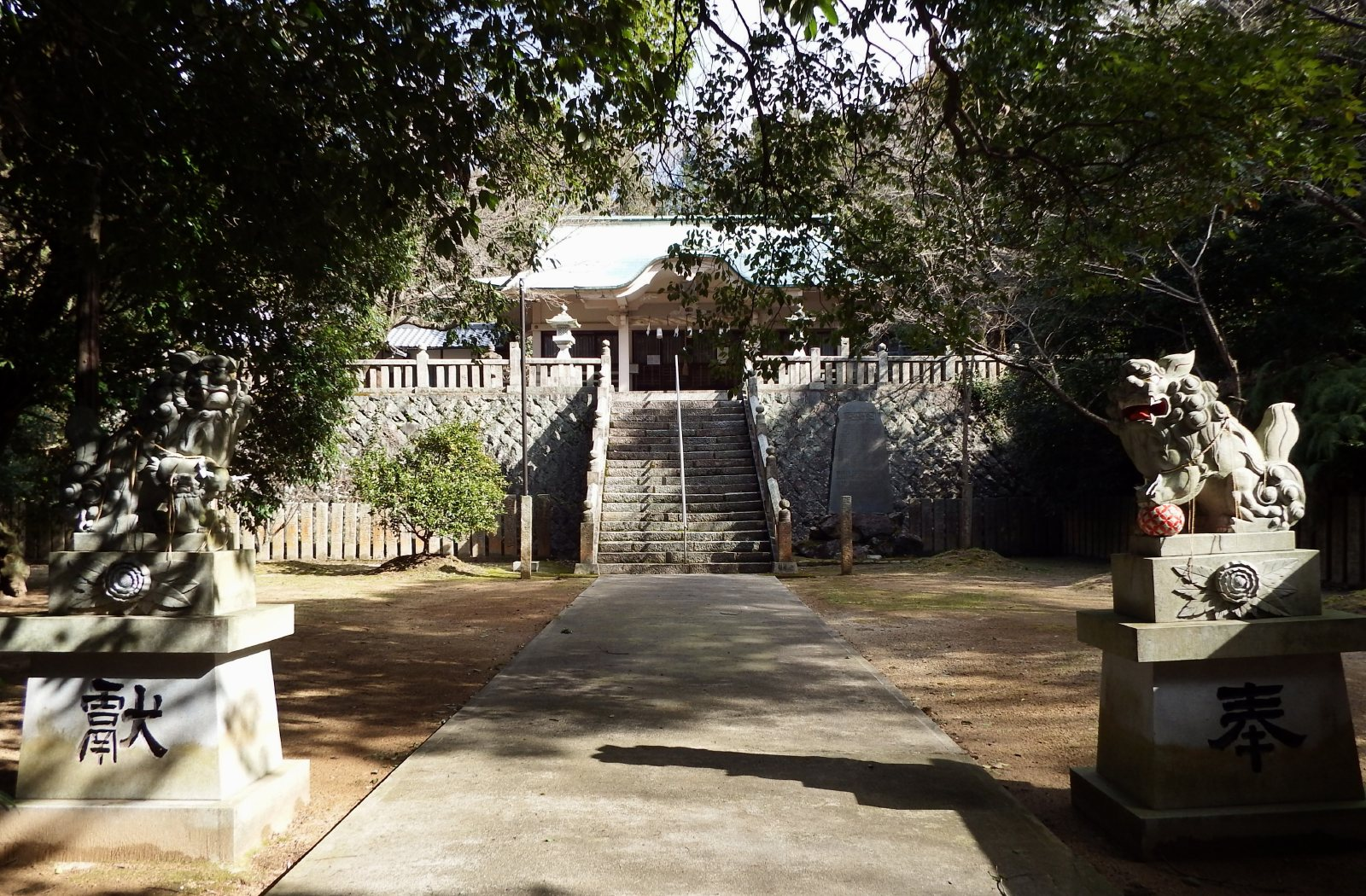
拝殿
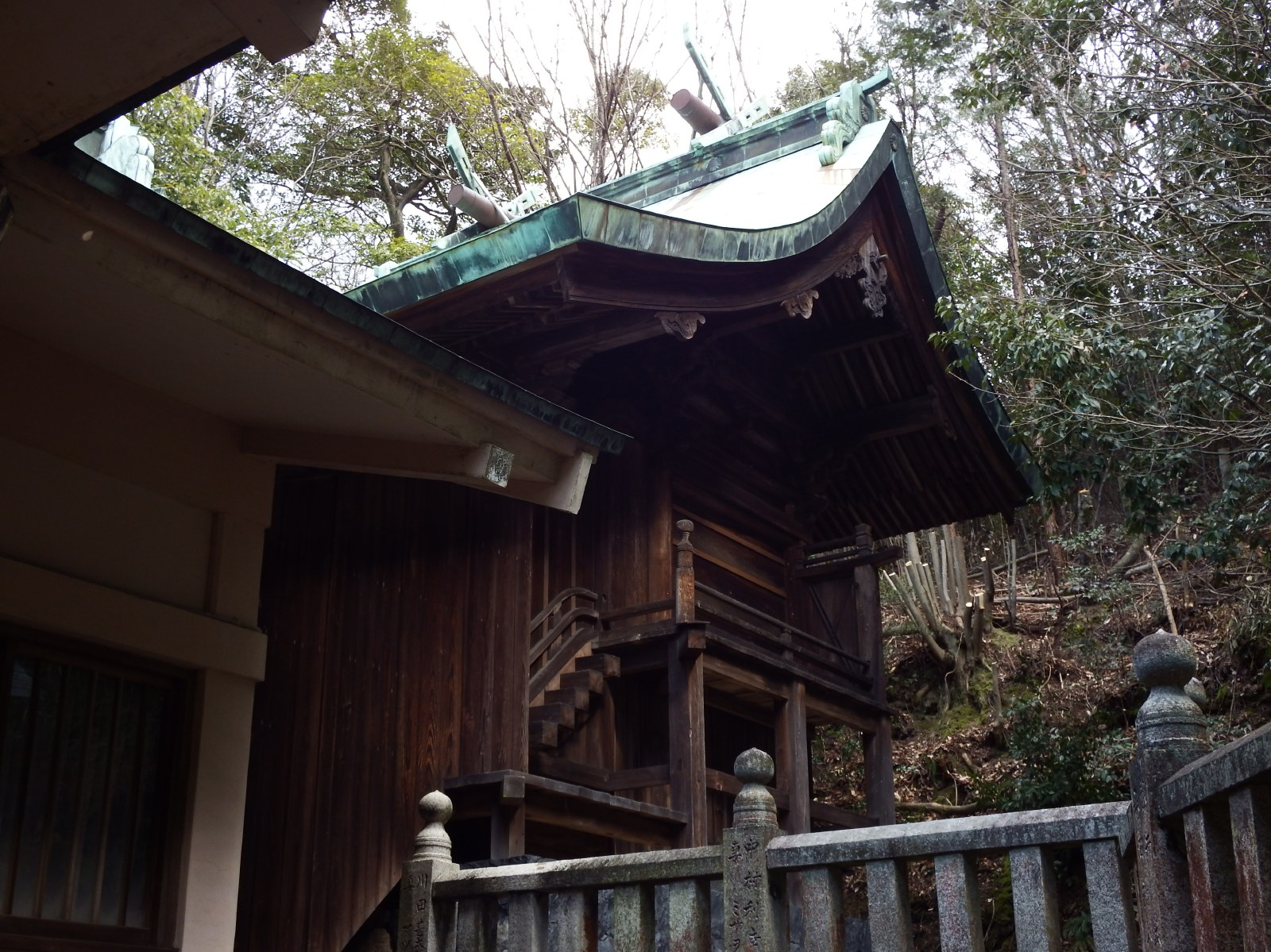
本殿
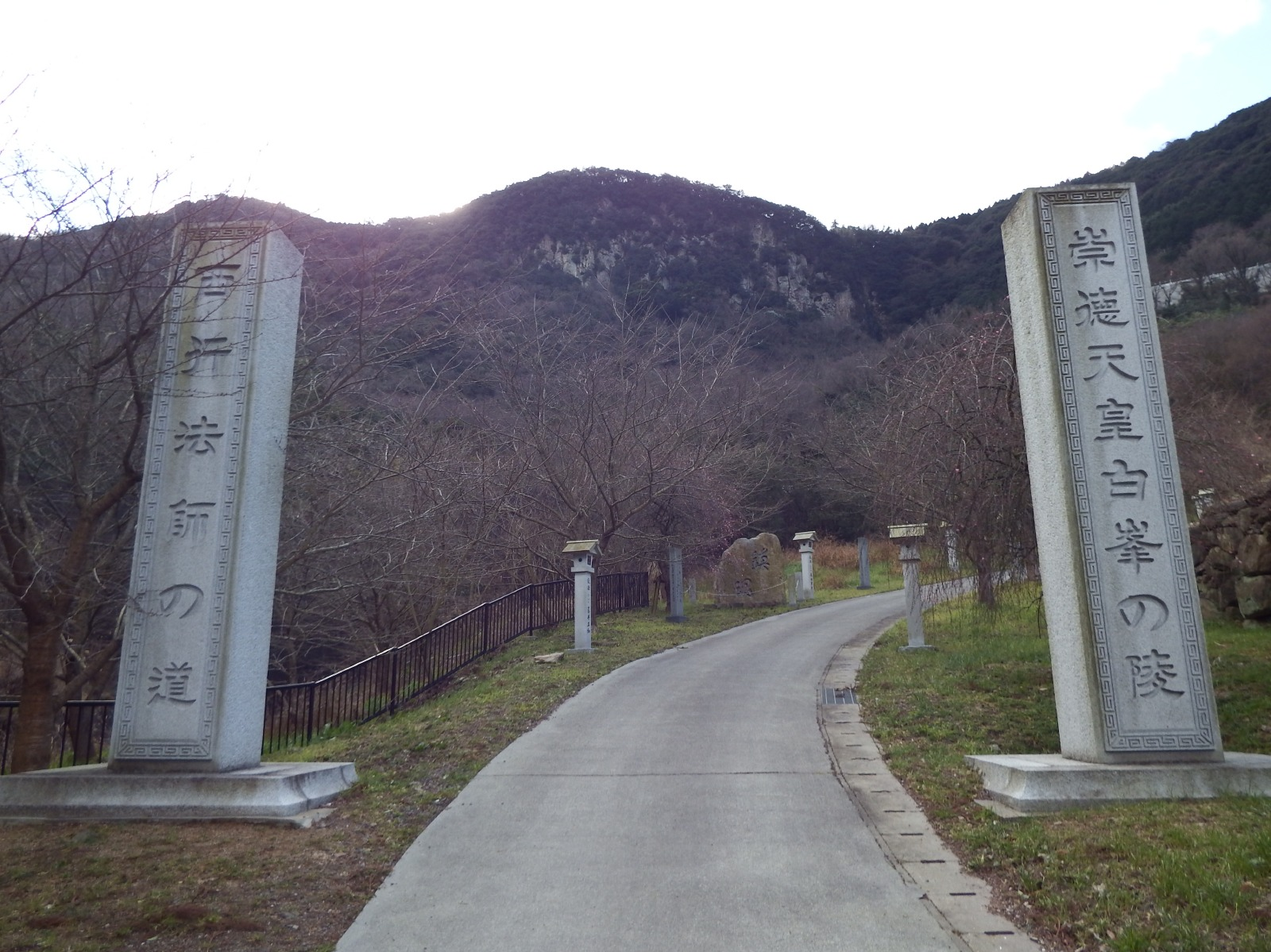
西行法師の道